# Ekvtime Takaišvili
Svatý Ekvtime Takaišvili (gruzínsky: ექვთიმე სიმონის ძე თაყაიშვილი; 4. ledna 1863, Lichauri – 21. února 1953, Tbilisi) byl gruzínský historik, archeolog a veřejný činitel.

## Život
Narodil se 4. ledna 1863 ve vesnici Lichauri v západní části Gurie jako syn šlechtice Simona Takaišviliho. Brzy mu zemřeli rodiče a byl vychováván svými příbuznými.
Roku 1887 dokončil gymnázium v Kutaisi a pokračoval ve studiu na Petrohradské státní univerzitě.
V letech 1887–1917 přednášel historii na různých prestižních školách v Tbilisi a aktivně se podílel na vědecké a vzdělávací činnosti. Roku 1907 se stal hlavou Společnosti historie a etnografie Gruzie, kterou byl do roku 1921. V těchto letech zorganizoval řadu archeologických expedic do historické gruzínské oblasti Bagratovské Ibérie. Jedné z těchto výprav se zúčastnil také malíř Lado Gudiašvili, který vytvořil náčrtky nalezených fresek.
Po Únorové revoluci roku 1917 vstoupil do politiky. Dne 26. května 1918 podepsal Deklaraci nezávislosti Gruzie. Aktivně se podílel na vytvoření Národní demokratické strany Gruzie a byl zvolen do funkce místopředsedy Ústavodárného shromáždění Gruzie (1919–1921).
Roku 1918 byl jedním ze zakladatelů a profesorů Tbiliské státní univerzity. Po vstupu Rudé armády do Gruzie přišel o univerzitní a politické posty.
Rozhodl se odejít do exilu do Francie. Odešel s vládou Noeho Žordanija. Vláda Gruzínské demokratické republiky sebou odnesla pokladnu i všechny exponáty gruzínské hmotné kultury. Hmotný majetek uložený ve 39 obrovských krabicích byl dodán do Marseille a uložen do bankovního trezoru. Následně byl drahocenný náklad převezen do jedné z pařížských bank. Navzdory skutečnosti, že exilová vláda byla oficiálně vlastníkem státní pokladny, za majitele byl považován Takaišvili. Na počátku 30. let vyhrál soudní spor s princeznou Salome Obolenskou, dcerou posledního samegrelského knížete Nika I. Dadianiho, která si nárokovala část pokladnice z paláce Dadiani.
Přes četné pokusy různých evropských muzeí získat části gruzínských pokladů a ani přes extrémní ekonomické potíže, Takaišvili nikdy nic ze své sbírky neprodal, sbírku střežil až do roku 1933, kdy Společnost národů uznala Sovětský svaz. Roku 1935 vyzval francouzskou vládu aby vše převezla do Gruzie. K převezení došlo až roku 1944 díky velvyslanci SSSR v Paříži Alexandrovi Bogomolovi. K návratu sbírky gruzínských pokladů do vlasti napomohly i dobré vztahy mezi Josifem Stalinem a generálem Charlesem de Gaullem. Poté se sám vrátil do své vlasti a roku 1953 byl uvězněn v domácím vězení.
Zemřel 21. února 1953. Pohřben byl v panteonu Didube.

## Kanonizace
Roku 1963 bylo jeho tělo exhumováno a nalezeno neporušené bez známek rozkladu. Tělo bylo pohřbeno v panteonu Mtacminda.
Dne 17. října 2002 jej Svatý synod Gruzínské pravoslavné církve svatořečil jako člověka Božího.